# Конвой O-104
Конвой O-104 — японський конвой часів Другої світової війни, проведений у жовтні — листопаді 1943 року.
Вихідним пунктом конвою став Рабаул на острові Нова Британія (головна передова база японців в архіпелазі Бісмарка, з якої провадились операції на Соломонових островах та сході Нової Гвінеї), звідки група транспортних суден мала прибути до Палау — важливого транспортного хабу на заході Каролінських островів.
До складу конвою О-504 увійшли транспорти «Асука-Мару», «Фукко-Мару», «Осумі-Мару» та «Тойоока-Мару». Ескорт забезпечували мисливці за підводними човнами CH-16 та CH-40.
31 жовтня 1943 року судна вийшли з Рабаула та попрямували на північний захід. У цей період проти конвоїв до чи з архіпелагу Бісмарка діяли вже не лише підводні човни, але й авіація, проте конвой О-104 зміг успішно пройти своїм маршрутом і 7 листопада прибув до Палау.